# Голышево (Башкортостан)
Голышево (баш. Голышев) — село в Благоварском районе Республики Башкортостан Российской Федерации. Входит в состав Благоварского сельсовета.

## География

### Географическое положение
Расстояние до:
- районного центра (Языково): 20 км,
- центра сельсовета (Благовар): 6 км,
- ближайшей ж/д станции (Благовар): 6 км.

## Население
| 2002 | 2009 | 2010 |
| ---- | ---- | ---- |
| 0    | →0   | →0   |